# Зачарований Мерлін
«Зачарований Мерлін» (англ. The Beguiling of Merlin) — картина англійського художника Едварда Берн-Джонса, що створена в 1872- 1877 роках на замовлення англійського судновласника, колекціонера та мецената Фредеріка Річардса Лейланда .

## Сюжет
Берн-Джонс звертається до циклу легенд про короля Артура: Володарка Озера Німуей спокусила Мерліна і обманом змусила видати секрети його чаклунства. Вона вивчилася магії, після чого використовувала свої магічні здібності, щоб заманити Мерліна в пастку та позбутися його.

## Історія створення
Картина була замовлена Берн-Джонсу ще в 1860 році, але той почав по-справжньому працювати над нею тільки в 1873, і до 1874 тіло Німуей було закінчено. Обличчя він малював з Марії Замбако,  яка була шанувальницею, моделлю і, ймовірно, коханою Берн-Джонса з 1866 по 1872 рік. Берн-Джонс зовсім збожеволів від пристрасті, чим і пояснюється глибина і яскравість цієї картини, в яку художник вклав свої особисті переживання.
Існує також думка, що як Німуей позувала Джейн Морріс . 
Оскар Уайльд називав цю картину "повної магії".